# Когель
Когель (нем. Kogel) — община в Германии, в земле Мекленбург-Передняя Померания.
Входит в состав района Людвигслуст. Подчиняется управлению Царрентин. Население составляет 606 человек (на 31 декабря 2010 года). Занимает площадь 29,88 км².
Коммуна подразделяется на 8 сельских округов.